# Gracilinitocris
Gracilinitocris is een kevergeslacht uit de familie van de boktorren (Cerambycidae). De wetenschappelijke naam van het geslacht werd voor het eerst geldig gepubliceerd in 1950 door Breuning.

## Soorten
Gracilinitocris omvat de volgende soorten:
- Gracilinitocris gracilenta (Kolbe, 1893)
- Gracilinitocris nigrifrons Breuning, 1950